# Nicholas Musuraca
Nicholas Musuraca, nato Nicola (Riace, 25 ottobre 1892 – Los Angeles, 3 settembre 1975), è stato un direttore della fotografia italiano naturalizzato statunitense.

## Biografia
Nato a Riace (Reggio Calabria) da una famiglia di contadini, Musuraca emigrò nel 1907 negli Stati Uniti d'America, iniziando a lavorare per il cinema come autista e collaboratore della Vitagraph, la casa di produzione cinematografica fondata da J. Stuart Blackton, pioniere della tecnica di animazione. Nei primi anni venti esordì come fotografo di cinema e lavorò soprattutto per pellicole western e B movie d'azione. Dalla fine degli anni trenta legò il suo nome allo sviluppo dell'estetica del genere noir, curando la fotografia del film Lo sconosciuto del terzo piano (1940), considerato il primo noir americano in assoluto. La tecnica di Musuraca, basata su una stilizzata illuminazione in bianco e nero, che privilegiava luci affilate e ombre dense, diede magistrali effetti in film quali Il bacio della pantera (1942), The Ghost Ship (1943), La settima vittima (1943), Il giardino delle streghe (1944) e Manicomio (1946), tutti prodotti da Val Lewton per la RKO Pictures.
Musuraca ottenne altri notevoli risultati con la complessa architettura di luci e riflessi realizzata nel thriller La scala a chiocciola (1946) e con i claustrofobici interni nel noir Le catene della colpa (1947). Nel 1948 ottenne una candidatura all'Oscar alla miglior fotografia per il dramma Mamma ti ricordo di George Stevens. Negli anni seguenti lavorò in alcuni film western a basso costo ma tornò al genere noir ancora in alcune occasioni, come per La confessione della signora Doyle (1952) e Gardenia blu (1953), entrambi diretti da Fritz Lang, e nel thriller La belva dell'autostrada (1953), diretto da Ida Lupino. Dopo il 1954 lavorò come fotografo indipendente e curò la fotografia in alcune serie televisive, tra cui The Lineup (1954-1959) e The Jack Benny Program (1962-1965).

## Filmografia parziale

### Cinema
- La gloriosa avventura (The Glorious Adventure), regia di J. Stuart Blackton (1922)
- A Gipsy Cavalier, regia di J. Stuart Blackton (1922)
- A South Sea Love, regia di Ralph Ince (1927)
- The Red Sword, regia di Robert G. Vignola (1929)
- Chance at Heaven, regia di William A. Seiter (1933)
- Where Sinners Meet, regia di J. Walter Ruben (1934)
- La ragazza più ricca del mondo (The Richest Girl in the World), regia di William A. Seiter (1934)
- Romance in Manhattan, regia di Stephen Roberts (1935)
- Il terzo delitto (The Mad Miss Manton), regia di Leigh Jason (1938)
- Passione (Golden Boy), regia di Rouben Mamoulian (1939)
- Il primo ribelle (Allegheny Uprising), regia di William A. Seiter (1939)
- Lo sconosciuto del terzo piano (Stranger on the Third Floor), regia di Boris Ingster (1940)
- The Gay Falcon, regia di Irving Reis (1941)
- Lady Scarface, regia di Frank Woodruff (1941)
- Il peccatore di Tahiti (The Tuttles of Tahiti), regia di Charles Vidor (1942)
- La marina è vittoriosa (The Navy Comes Through), regia di A. Edward Sutherland (1942)
- Il bacio della pantera (Cat People), regia di Jacques Tourneur (1942)
- La settima vittima (The Seventh Victim), regia di Mark Robson (1943)
- Per sempre e un giorno ancora (Forever and a Day), di registi vari (1943)
- The Ghost Ship, regia di Mark Robson (1943)
- Viaggio per la libertà (Gangway for Tomorrow), regia di John H. Auer (1943)
- Il passo del carnefice (The Fallen Sparrow), regia di Richard Wallace (1943)
- 19º stormo bombardieri (Bombardier), regia di Richard Wallace e Lambert Hillyer (1943)
- Il giardino delle streghe (The Curse of the Cat People), regia di Gunther von Fritsch e Robert Wise (1944)
- L'azione continua (Marine Raiders), regia di Harold D. Schuster (1944)
- Le sorprese dell'amore (Bride by Mistake), regia di Richard Wallace (1944)
- I falchi del fiume giallo (China Sky), regia di Ray Enright (1945)
- Gli eroi del Pacifico (Back to Bataan), regia di Edward Dmytryk (1945)
- Manicomio (Bedlam), regia di Mark Robson (1946)
- La scala a chiocciola (The Spiral Staircase), regia di Robert Siodmak (1946)
- Il segreto del medaglione (The Locket), regia di John Brahm (1946)
- Le catene della colpa (Out of the Past), regia di Jacques Tourneur (1947)
- Vento di primavera (The Bachelor and the Bobby-Soxer), regia di Irving Reis (1947)
- Mamma ti ricordo (I Remember Mama), regia di George Stevens (1948)
- Sangue sulla luna (Blood on the Moon), regia di Robert Wise (1948)
- Stagecoach Kid, regia di Lew Landers (1949)
- The Mysterious Desperado, regia di Lesley Selander (1949)
- Lo schiavo della violenza (The Woman on Pier 13), regia di Robert Stevenson (1949)
- Una rosa bianca per Giulia (Where Danger Lives), regia di John Farrow (1950)
- La seduttrice (Born to Be Bad), regia di Nicholas Ray (1950)
- Dynamite Pass, regia di Lew Landers (1950)
- Rider from Tucson, regia di Lesley Selander (1950)
- Il lago in pericolo (The Whip Hand), regia di William Cameron Menzies (1951)
- N.N. vigilata speciale (The Company She Keeps), regia di John Cromwell (1951)
- Una ragazza in ogni porto (A Girl in Every Port), regia di Chester Erskine (1952)
- Trail Guide, regia di Lesley Selander (1952)
- La confessione della signora Doyle (Clash by Night), regia di Fritz Lang (1952)
- Prigionieri della città deserta (Split Second), regia di Dick Powell (1953)
- L'inferno di Yuma (Devil's Canyon), regia di Alfred L. Werker (1953)
- La belva dell'autostrada (The Hitch-Hiker), regia di Ida Lupino (1953)
- Gardenia blu (The Blue Gardenia), regia di Fritz Lang (1953)
- Susanna ha dormito qui (Susan Slept Here), regia di Frank Tashlin (1954)
- Man on the Prowl, regia di Art Napoleon (1957)
- L'inferno ci accusa (The Story of Mankind), regia di Irwin Allen (1957)
- Furia d'amare (Too Much, Too Soon), regia di Art Napoleon (1958)
- Anche i gangster muoiono (The Lawbreakers), regia di Joseph M. Newman (1961)

### Televisione
- Four Star Playhouse – serie TV, 5 episodi (1953-1956)
- The Lone Wolf – serie TV, 15 episodi (1954-1955)
- The Lineup – serie TV, 19 episodi (1954-1959)
- Stage 7 – serie TV, 6 episodi (1955)
- Date with the Angels – serie TV, 8 episodi (1957)
- Westinghouse Desilu Playhouse – serie TV, 8 episodi (1958-1960)
- The Barbara Stanwyck Show – serie TV, 7 episodi (1960-1961)
- The Jack Benny Program – serie TV, 56 episodi (1962-1965)